# Platymantis sulcatus
Platymantis sulcatus är en groddjursart som beskrevs av Kraus och Allison 2007. Platymantis sulcatus ingår i släktet Platymantis och familjen Ceratobatrachidae. IUCN kategoriserar arten globalt som otillräckligt studerad. Inga underarter finns listade i Catalogue of Life.